# گایزکا مندیتا
گایزکا مندیتا (به اسپانیایی: Gaizka Mendieta) بازیکن فوتبال اهل اسپانیا است که از سال ۱۹۹۹ تا ۲۰۰۲ میلادی عضو تیم ملی فوتبال اسپانیا بوده و در ۴۰ بازی ملی حضور داشته‌است. او در بازی‌های ملی‌اش ۸ گل به ثمر رساند.